# كوركيس هرمز ساده
كوركيس هرمز ساده (بالسريانية: ܗܪܡܙ ܣܕܐ ܣܕܐ) (مواليد 1941) عراقي من أصل آشوري ويعمل مؤلف ومستشار سابق للأمن الوطني العراقي وضابط متقاعد من القوة الجوية العراقية. يعيش حاليا في أوكلاهوما.

## الخلفية والمسيرة المهنية
ولد جورج ساده في عام 1939 في العراق في عائلة مسيحية من أصل آشوري. كصبي حضر ساده كنيسة المشرق الآشورية مع عائلته، أصبح في وقت لاحق «المولود مرة أخرى» مسيحي وحضر أكثر من كنيسة إنجيلية. طوال طفولته كان لساده اهتمام كبير بالطائرات العسكرية وسلاح الجو حيث كان يلعب صبيا في قاعدة سلاح الجو الملكي حيث كان والده متمركزا وتخيل نفسه يحلق بالطائرات المقاتلة. في هذا الوقت أدى «وظائف غريبة» في القاعدة مكونا صداقات مع الطيارين والفنيين الذين يصلحون طائراتهم متخيلا بأنه في يوم من الأيام سيمتهن مهنة في سلاح الجو كطيار. في عام 1958 في سن التاسعة عشرة انضم ساده إلى أكاديمية الجو في العراق وقبل كطالب وتخرج من أكاديمية الطيران العراقية في عام 1959. على مدى السنوات التالية شغل منصب ضابط سلاح الجو بما في ذلك فترات الدراسة في الخارج في بريطانيا والاتحاد السوفيتي والولايات المتحدة. فيما بين 1964 و1965 كان طالبا في قاعدة لاكلاند الجوية في ولاية تكساس. امتدت مهنة ساده في سلاح الجو 28 عاما من 1958 إلى 1986. تقاعد رسميا في عام 1986 كضابط بنجمتين ولكن تم استدعاؤه في وقت لاحق إلى الخدمة الفعلية كنائب مشير جوي لغزو الكويت عام 1990. خلال الصراع تحدى ساده أوامر لصدام حسين برفضه إعدام أسرى الحرب وعزا هذا العصيان إلى قناعاته المسيحية القوية. وصف ساده في المقابلات التي أجراها محاولاته لإقناع صدام بعدم الإضرار بالسجناء (وهو عمل كان من شأنه أن ينتهك اتفاقيات جنيف وكان من شأنه أن يكون جريمة حرب) واستجاب صدام في نهاية المطاف وقرر الإفراج عن أسرى الحرب على الرغم من أن ساده نفسه سجن في وقت لاحق. في كتابه أسرار صدام يذكر ساده أن صدام لم يرغب في إيذائه بعد الإفراج عنه لكنه لم يرغب في مزيد من الاتصال معه بعد ذلك.

## الأنشطة منذ التقاعد (1991 إلى الوقت الحاضر)
بعد تقاعده كان ساده يعيش حياة هادئة في العراق ولكن بعد غزو العراق في عام 2003 من قبل القوات المسلحة الأمريكية التقى ساده مع الحكومة الأمريكية في غزوها للعراق وساعد في الحرب ضد صدام حسين. خلال غزو العراق عمل ساده متحدثا باسم الرئيس المؤقت إياد علاوي وعين مستشارا للأمن القومي.
في أغسطس 2004 أعلن ساده أنه سيوقع مشروع قانون لإدخال عقوبة الإعدام في العراق. ينص مشروع القانون على عقوبة الإعدام لكل من «يهدد الأمن القومي».
في 24 يناير 2006 أعلن عن نشر كتاب كتبه بعنوان أسرار صدام: كيف تحدى جنرال عراقي صدام حسين ونجا منه مع شعار «من الداخل يعرض خطط لتدمير إسرائيل وإخفاء أسلحة الدمار الشامل والسيطرة على العالم العربي». ساده نائب المشير الجوي السابق تحت إمرة صدام حسين ظهر في اليوم التالي في برنامج هانيتي وكولمز على قناة فوكس نيوز حيث ناقش كتابه وأفاد بأن طيارين آخرين أخبروه بأن صدام حسين أمرهم بأن ينقلوا أجزاء من أسلحة الدمار الشامل إلى دمشق في سوريا قبل غزو العراق عام 2003. بعد صدور كتابه أجرت فوكس نيوز مقابلة مع ساده وقال:
عندما سئل خلال مقابلة مع فوكس نيوز إذا كانت هناك فرصة لوجود أسلحة نووية أو في طريقها إلى أسلحة نووية عندما غزت الولايات المتحدة قال «ليست في العراق». ظهر ساده ضيف في البرنامج ذا ديلي شو في 21 مارس 2006 للترويج لكتابه أسرار صدام. بيد أن ادعاءاته تميل إلى التناقض مع نتائج تقرير دولفر الذي «رأى أنه من غير المرجح أن يتم نقل رسمي لمواد أسلحة الدمار الشامل من العراق إلى سوريا» على الرغم من أن المحللين لم يتمكنوا من استبعاد هذا الاحتمال.

## الحياة الشخصية
ولد ساده في عام 1939 في شمال العراق. حضر ساده كنيسة المشرق الآشورية عندما كان طفلا قبل أن يصبح في نهاية المطاف مسيحي مولود مرة أخرى. ساده لديه إيمان عال وهو يعمل كمدير أول لكنيسة القديس جورج الأنجليكانية ورئيسا للكنيسة المشيخية الوطنية في بغداد. الرئيس السابق للكنائس الإنجيلية في العراق ساده هو أيضا رئيس جمعية الكنائس المشيخية الإنجيلية العراقية. لقد كان ولا يزال نشطا في الوقت الحاضر في الدعوة إلى أن العراق تاريخيا آشوري ومسيحي في طبيعته وليس عربي ومسلم.